# Mufasa (Disney)

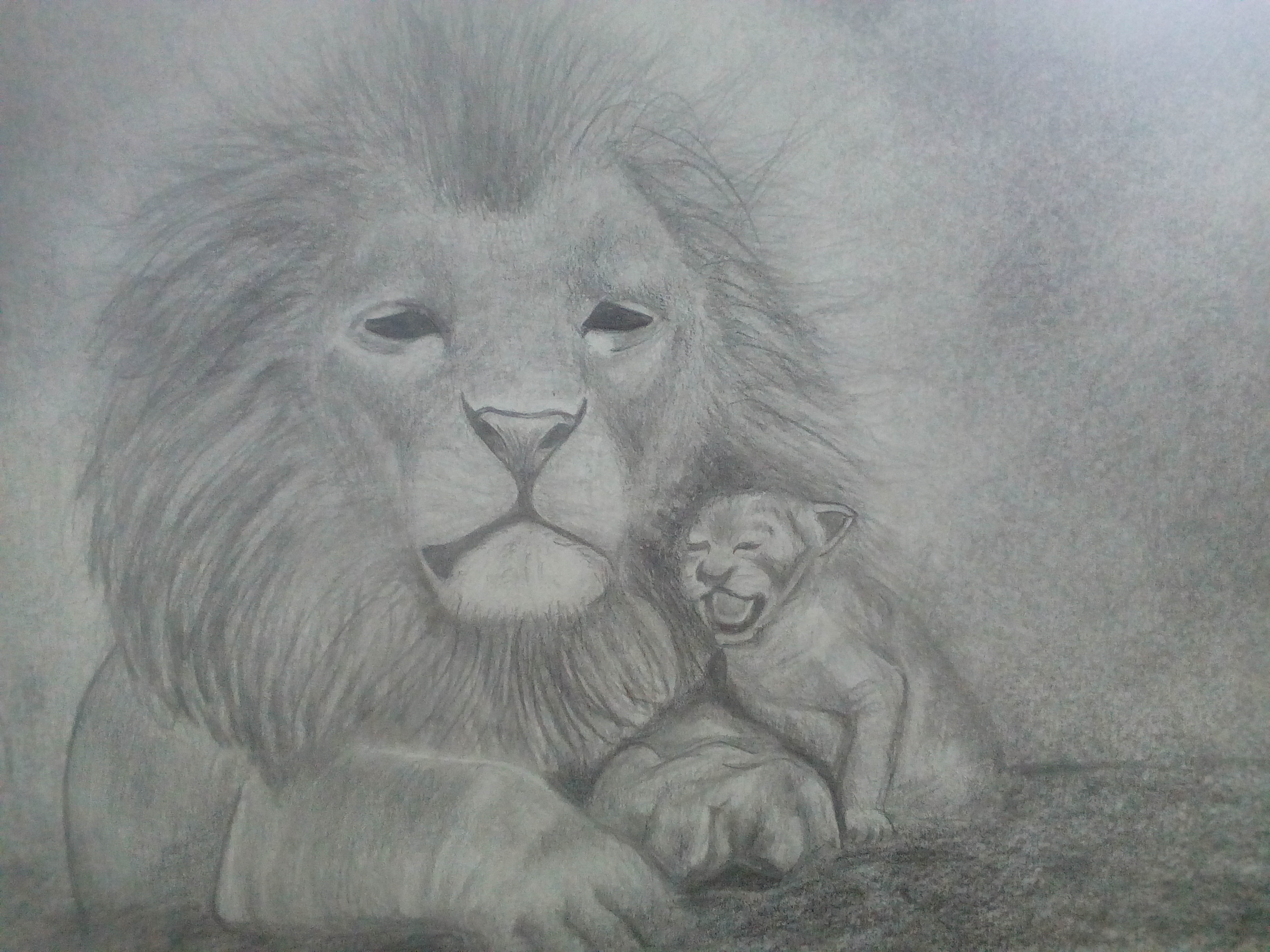
Dessin de Mufasa, le père de Simba !

Mufasa est un personnage de fiction qui est apparu pour la première fois dans le long métrage d'animation Le Roi lion. L'esprit du personnage réapparaît et agit un peu dans Le Roi lion 2 : L'Honneur de la tribu et dans la série animée La Garde du Roi lion. Il est également le Père de Simba. Il sera présent dans Mufasa : Le Roi lion (2024).

## Description
Mufasa incarne l'instinct paternel chez Disney, mais est également le symbole de la force et de la férocité propres au lion. Il est donc l'archétype du statut royal que le lion occupe métaphoriquement parmi les animaux. Père reconnu de Simba (héritier du trône), il est en rivalité avec son frère Scar. Ce dernier l'assassinera afin de prendre sa place en tant que roi en faisant fuir Simba qu'il convainc d'être responsable de la mort de son père et qu'il tente d'assassiner à l'aide des hyènes.
Dans Le Roi lion 2 : L'Honneur de la tribu, Mufasa apparaît en tant qu'esprit au début et à la fin du film. On découvre également qu'il porte conseil à Rafiki pour unir sa petite-fille Kiara et Kovu, héritier de Scar.
Dans la série d'animation La Garde du Roi lion, il apparaît en tant qu'esprit pour conseiller Kion, son petit-fils.

## Famille
- Parents Génétiques : Masego (père) et Afia (mère)
- Parents Adoptifs: Obasi (père) et Eshe (mère)
- Épouse : Sarabi
- Fils : Simba
- Belle-Fille : Nala
- Frère : Scar (Taka)
- Belle-Sœur : Zira
- Neveux et Nièce : Nuka , Vitani et Kovu
- Petits-Enfants  : Kiara, Kion

## Interprètes
- Voix originales : James Earl Jones (également dans le film de 2019), Aaron Pierre (dans Mufasa : Le Roi lion)
- Voix allemande : Wolfgang Kühne
- Voix brésilienne : Paulo Flores
- Voix danoise : Aage Haugland
- Voix finnoise : Esa Saario
- Voix française : Jean Reno (Le Roi lion) (film de 1994 et également dans le film de 2019), Laurent Gamelon (Le Roi lion 2, Kingdom Hearts 2) et Gilles Morvan (La Garde du Roi lion), Tahar Rahim (Mufasa : Le Roi Lion)
- Voix hongroise : Sinkovits Imre
- Voix islandaise : Pétur Einarsson
- Voix italienne : Vittorio Gassman
- Voix japonaise : Shinya Ōwada
- Voix néerlandaise : Coen Flink
- Voix norvégienne : Oddbjørn Tennfjord
- Voix polonaise : Wiktor Zborowski
- Voix portugaise : António Marques

## Caractéristiques particulières
- Mufasa tient son nom du dernier roi du Kenya[réf. nécessaire]
- Mufasa est le premier personnage « gentil » de Disney que l'on voit directement mourir. Dans Bambi (1942), par exemple, la mort de la mère de Bambi était suggérée et non montrée.
- Dans Kingdom Hearts 2, Mufasa  apparaît dans les séquences de flash-back de Simba. Mufasa fut également l'un des principaux personnages de la Légende du Roi Lion, un ancien monde fantastique, attraction du Magic Kingdom de Walt Disney World Resort, qui raconte de nouveau l'histoire du film en utilisant pleinement les marionnettes articulées. Sa face peut aussi être repéré dans It's a Small World du parc Hong Kong Disneyland.
- Selon le livre "Le Roi Lion, Les Six Nouvelles Aventures (livre non officiel) les parents de Mufasa et Scar sont Ahadi et Uru.